# Made in Italy (Neri per Caso)
Made in Italy è il terzo greatest hits del gruppo vocale italiano dei Neri per Caso, pubblicato dall'etichetta discografica EMI Music Italy nel 2005.

## Tracce
1. Amore psicologico
2. Io ci sarò
3. Centro di gravità permanente
4. Fortuna
5. Tu sei per me
6. Quello che vuoi
7. Canta appress' a nuje
8. Jamming
9. Sarà (Heaven must be missing an angel)
10. Che cosa sei
11. Un angelo blu (I can't let Maggie go)
12. Here there and everywhere
13. Se non è amore
14. Dall'alba fino alla notte
15. Sogno
16. Volare via

## Formazione
- Ciro Caravano
- Gonzalo Caravano
- Diego Caravano
- Mimì Caravano
- Mario Crescenzo
- Massimo de Divitiis